# آن بانو
آن بانو (انگلیسی: That Lady) فیلمی در ژانر درام و رمانتیک به کارگردانی ترنس یانگ است که در سال ۱۹۵۵ منتشر شد.

## بازیگران
- اولیویا دی هاویلند
- پل اسکوفیلد
- گیلبرت رولان
- آنتونی داوسون
- کریستوفر لی
- دنیس پرایس
- فرانسواز روزی
- خوزه نیتو